# UR-77 Meteorit
L'UR-77 Meteorit (rus: УР-77 «Метеорит») és un vehicle de desminatge soviètic basat en una variant del xassís del 2S1 Gvozdika, equipat amb erugues.

## Descripció
Porta un llançador i dues càrregues lineals de desminatges. Dispara un coet que desplega una càrrega lineal estenent-la en una línia que travessa el camp de mines. La detonació de la càrrega provoca una ona de xoc que destrueix o inutilitza tots els obusos o mines que hi hagi al voltant de la càrrega lineal, amb una superfície de 6 metres d'amplada i fins a 90 metres de llargada. Així doncs, obre una via de pas al camp de mines.
L'UR-77 Meteorit també ha estat utilitzat en un rol ofensiu, emprant la seva càrrega lineal per destruir carrers sencers en un context de combat urbà a Síria i Ucraïna.

## Operadors actuals
- Rússia
- Azerbaidjan
- Síria
- Transnístria
- Ucraïna: a 21 de febrer del 2023, com a mínim 16 vehicles havien estat capturats als russos durant la invasió russa d'Ucraïna.

## Sistemes similars
- Giant Viper
- Python Minefield Breaching System